# Olga Řecká a Dánská
Olga Řecká a Dánská (Řecky: Πριγκίπισσα Όλγα της Ελλάδας και Δανίας, srbsky: Кнегиња Олга Карађорђевић; 11. června 1903 Tatoi – 16. října 1997 Paříž) byla vnučkou řeckého krále Jiřího I. a manželkou prince Pavla, regenta jugoslávského království.
Princezna Olga byla dcerou řeckého a dánského prince Mikuláše a ruské velkokněžny Jeleny Vladimirovny a vnučkou řeckého krále Jiřího I. Po krátkém zasnoubení v roce 1922 s dánským korunním princem Frederikem se v roce 1923 provdala za jugoslávského prince Pavla. V roce 1934, po zavraždění krále Alexandra I., byl princ Pavel jmenován regentem Jugoslávie z pověření krále Petra II. a princezna Olga se stala vysoce postavenou dvorní dámou a působila jako první dáma Jugoslávie a pracovala po boku svého manžela na reprezentačních povinnostech. 
V roce 1941, během druhé světové války, byl princ Pavel násilně zbaven moci po podpisu Paktu tří, která Jugoslávii přivedla do svazku Osy s Německem a Itálií. Pavel, Olga a jejich tři děti byli zatčeni a předáni Britům jako zajatci. Zbytek války strávili v domácím vězení a ve vyhnanství v Egyptě, Keni a Jihoafrické republice a do Evropy se směli vrátit až v roce 1948. Manželé a jejich děti se nakonec usadili v Paříži, kde Pavel v roce 1976 zemřel. Poté, co ovdověla, trávila Olga stále více času ve Spojeném království, adoptivní zemi své sestry Mariny. Na sklonku života ji postihla Alzheimerova choroba a v roce 1997 zemřela v Paříži. Její ostatky byly pohřbeny na hřbitově Bois-de-Vaux ve švýcarském Lausanne a v roce 2012 byly přeneseny do královského mauzolea v srbském Oplenci.

## Původ, mládí

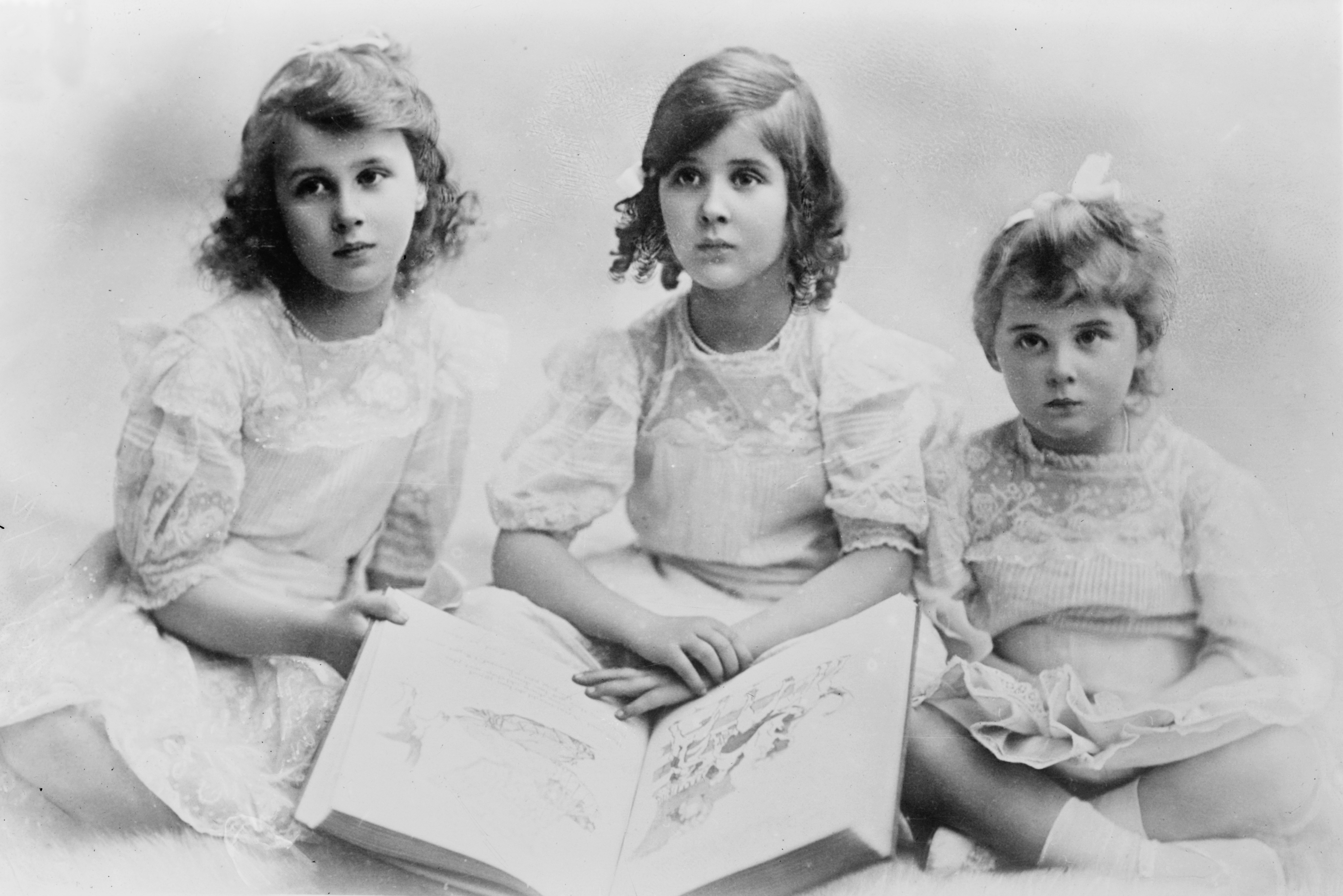
Princezna Olga (vlevo) se svými sestrami princeznou Alžbětou (uprostřed) a princeznou Marinou (vpravo), 1912

Princezna Olga, vnučka řeckého krále Jiřího I., se narodila v paláci Tatoi, druhém sídle řecké královské rodiny, v roce 1903 řeckému a dánskému princi Mikulášovi (1872-1938) a jeho manželce, ruské velkokněžně Jeleně Vladimirovně (1882-1957). Podle řecké tradice pak dostala jméno po své babičce z otcovy strany, královně Olze.
Vyrůstala po boku svých rodičů a mladších sester, princezen Alžběty (1904-1955) a Mariny (1906-1968), v Mikulášském paláci, nynějším sídle italského velvyslanectví v Athénách. Olga byla vychovávána v relativní prostotě a na její ranou výchovu dohlížela anglická vychovatelka jménem slečna Foxová.
Jednou ročně Olga s rodinou cestovala do Ruska, kde je pravidelně přijímali příbuzní Romanovci. Princezna a její sestry tak měly možnost hrát si s dcerami cara Mikuláše II., které byly zhruba stejně staré jako ony. V Petrohradě byly i v době, kdy v roce 1914 vypukla první světová válka.

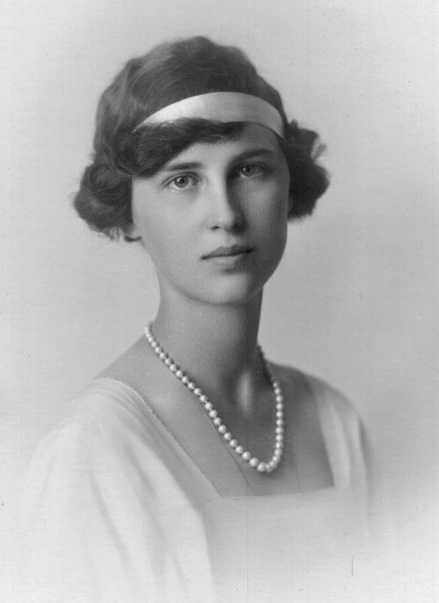
Princezna Olga Řecká a Dánská, 1921

### První světová válka
První světová válka znamenala pro řeckou královskou rodinu těžké období. Po roztržce mezi králem Konstantinem I. a jeho premiérem Eleftheriosem Venizelem ohledně toho, zda má Řecko vstoupit do konfliktu, otřásla řeckým královstvím, které bylo od roku 1915 částečně okupováno Spojenci, prakticky občanská válka.
Nakonec byl král Konstantin 10. června 1917 na základě ultimáta francouzského vysokého komisaře Charlese Jonnarta donucen opustit moc a odešel s manželkou a dětmi do exilu ve Švýcarsku. Princ Mikuláš, označovaný venizelisty za „zlého génia monarchie“, byl rychle donucen opustit Athény a připojit se k bratrovi v zahraničí. Olga se pak s rodinou usadila ve Svatém Mořici, když se Řecko poprvé za jejího života dostalo do finanční krize.
Obnovení vlády Konstantina I. v roce 1920 umožnilo Olze krátký návrat do rodné země, ale konečná abdikace krále v roce 1922 přinutila mladou princeznu a její příbuzné vrátit se k životu v exilu. Princezna se pak postupně usadila v Sanremu, Paříži a Londýně, kde žila se členy své rodiny.

### Zrušené zasnoubení

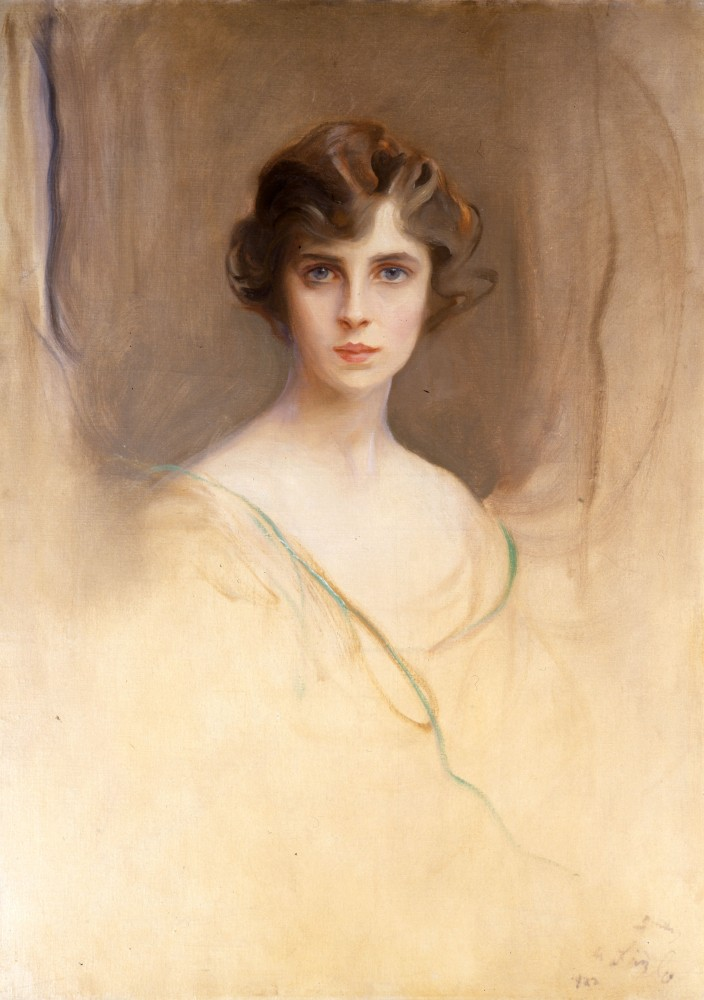
Princezna Olga na portrétu Philipa de Lászla, 1922

Spolu se svou sestrou Marinou byla považována za jednu z nejkrásnějších mladých žen své doby a podle životopisce Ricarda Mateose Sainze de Medrana měla kněžna Olga diskrétní, romantickou a křehkou osobnost.
Před svým odchodem do exilu byla seznámena s budoucím dánským králem Frederikem IX. a zasnoubení páru bylo veřejně oznámeno v roce 1922. Neohrabanost dánského prince, který při oficiálním představení mladého páru athénskému publiku držel za ruku jednu z Olžiných sester místo její, však budoucí nevěstu trvale ponížila. Krátce po této události se Olga rozhodla vrátit prsten následníkovi dánského trůnu a jejich zasnoubení odvolala.
Po přestěhování do Velké Británie se o Olžině milostném životě hodně spekulovalo. Na veřejnosti kolovaly fámy a tvrzení o jejích milostných vztazích a nějakou dobu byla spojována s princem z Walesu (později Eduardem VIII.). Ani Eduard, ani Olga tyto zvěsti nepotvrdili. Řecká princezna, která byla častým hostem britské vyšší společnosti, se na plese pořádaném její sestřenicí lady Ziou Wernherovou seznámila s jugoslávským princem Pavlem, vnukem srbského knížete Alexandra Karađorđeviće.
Pavel byl okamžitě ohromen Olžinou krásou a snažil se získat princezninu přízeň, ale ta k němu byla spíše lhostejná. Následovala však další setkání, zejména v Buckinghamském paláci, a princi Pavlovi se konečně podařilo upoutat její pozornost.

## Jugoslávská princezna

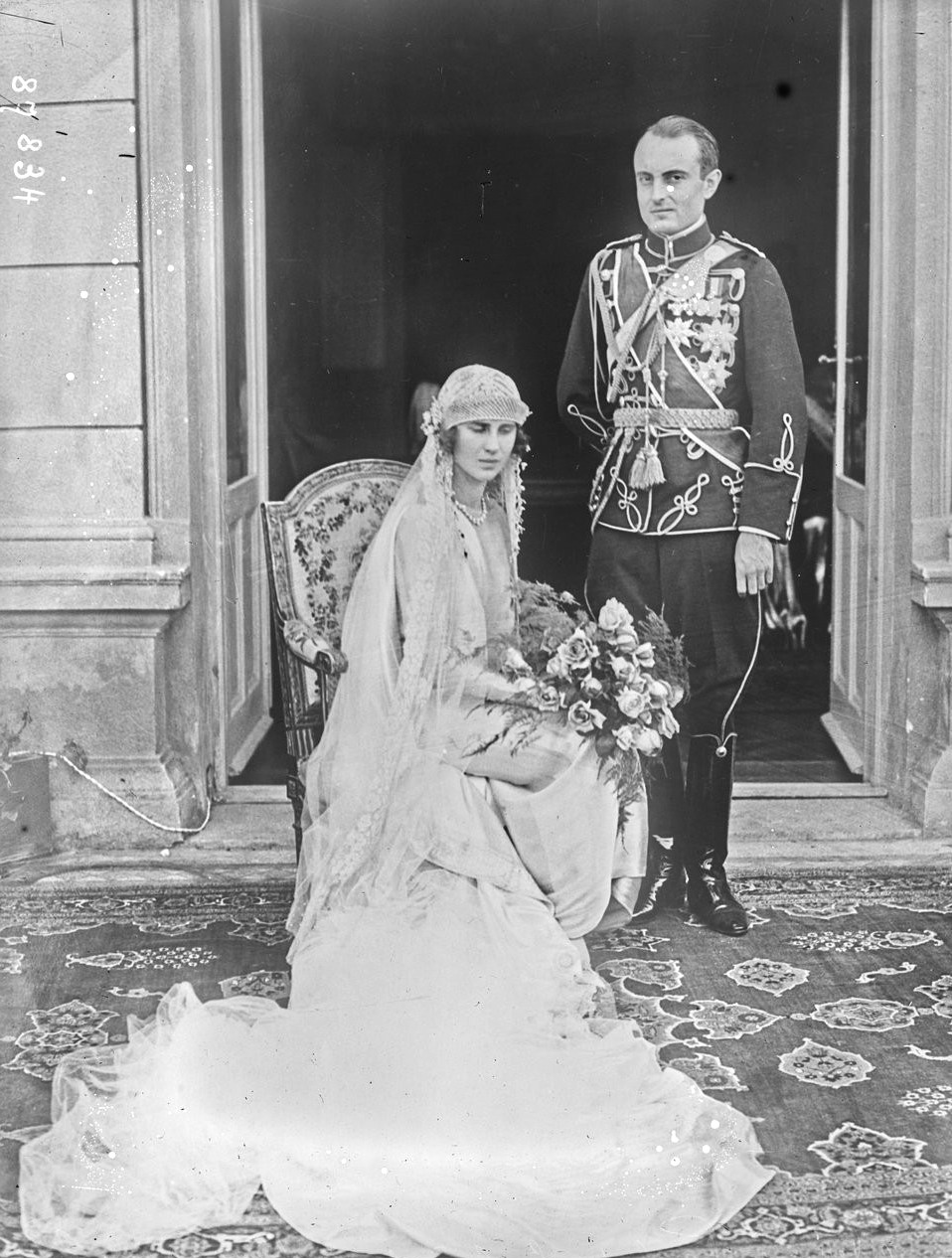
Princezna Olga se svým manželem jugoslávským princem Pavlem, 1923

Jakmile bylo 26. července 1923 oznámeno zasnoubení Olgy a Pavla, byla v Paříži zakoupena a připravena výbava pro mladou princeznu. Svatba se však konala až v říjnu následujícího roku v Bělehradě, v princově vlasti.
Nyní se Olga, princezna Jugoslávie, začala učit srbochorvatsky, kterou rychle ovládala, i když se silným řeckým přízvukem. Olga, která svůj život dělila mezi Bílý palác v Bělehradě, nádhernou chatu v údolí Bohinj a vilu na Rumunské ulici (dnes Užička Ulica), těžila z obrovského majetku, který její manžel částečně zdědil po své matce. Ale protože byla princezna zvyklá na méně provinční životní styl, než jaký vedla ve své nové vlasti, připadal jí každodenní život o to monotónnější a nudnější. Její vztahy s jugoslávským králem Alexandrem I. a jeho manželkou byly sotva vřelé.
Olgu však pravidelně navštěvovaly její sestry a další členové rodiny. V letech 1924-1936 porodila tři děti - dva syny a jednu dceru:
- Alexandr Karađorđević (13. srpna 1924 – 12. května 2016)
⚭ 1955 Marie Pia Bourbonsko-Parmská (* 24. září 1934), savojská princezna
⚭ 1973 Barbora Eleonora z Lichtenštejna (* 9. července 1942)
- Nikola Karađorđević (29. června 1928 – 12. dubna 1954), zemřel při automobilové nehodě
- Alžběta Karađorđević (* 7. dubna 1936), bývalá kandidátka na prezidentku Srbska
⚭ 1961 Howard Oxenberg (27. července 1919 – 25. června 2010)
⚭ 1969 Neil Balfour (* 12. srpna 1944)
⚭ 1987 Manuel Ulloa Elías (12. listopadu 1922 – 9. srpna 1992), peruánský politik

### Pavlovo regentství

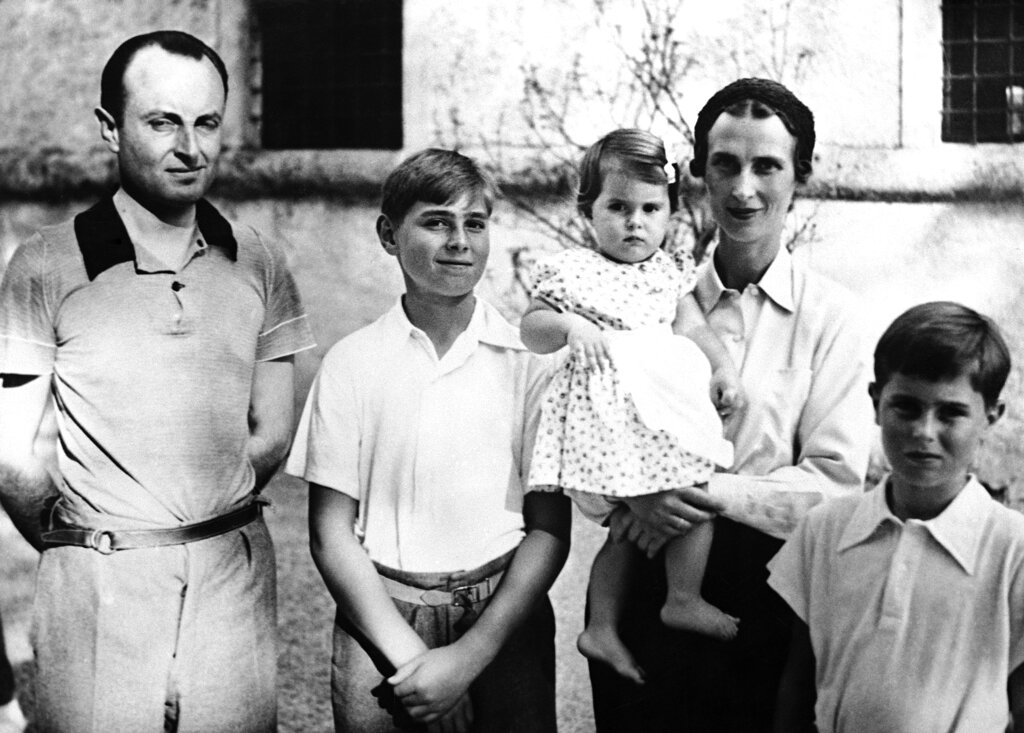
Princezna Olga se svým manželem a dětmi, 1937

9. října 1934 byl jugoslávský král Alexandr I. během oficiální návštěvy Marseille zavražděn makedonským nacionalistou, členem VMRO. Jeho nástupce, jedenáctiletý mladý Petr II., ustanovil regentskou radu pod vedením prince Pavla. Ačkoli Olga nikdy netoužila po politickém životě, jejímu manželovi nezbylo než přijmout odpovědnost, která mu připadla, a ujal se řízení státních záležitostí.
Protože se Olga stala v podstatě první dámou Jugoslávie, musela více než kdy jindy reprezentovat svou zemi po boku svého manžela. S ním absolvovala několik oficiálních zahraničních pobytů a zejména se v dubnu 1939 setkala v Římě s diktátorem Benitem Mussolinim a v červnu 1939 v Berlíně s diktátorem Adolfem Hitlerem. V napjatém kontextu konce 30. let se silně anglofilní princ Pavel postupně zavázal k politice spojenectví s mocnostmi Osy. Navíc se zdá, že rodinné vazby mezi Olgou a různými příslušníky německé vyšší třídy, kteří přijali nacistickou ideologii (včetně jejího bratrance, prince Filipa Hesenského), měly vliv na politický vývoj prince Pavla.
V roce 1938 Olga na delší dobu opustila Jugoslávii, aby se postarala o několik starších příbuzných. Zůstala v Athénách, aby byla svědkem posledních dnů svého otce, prince Mikuláše, a aby se postarala o svou matku, velkokněžnu Jelenu Vladimirovnu. O několik měsíců později kněžna odcestovala do Paříže, kde se znovu setkala se svým tchánem, jugoslávským princem Arsenem, který krátce nato zemřel.

### Druhá světová válka

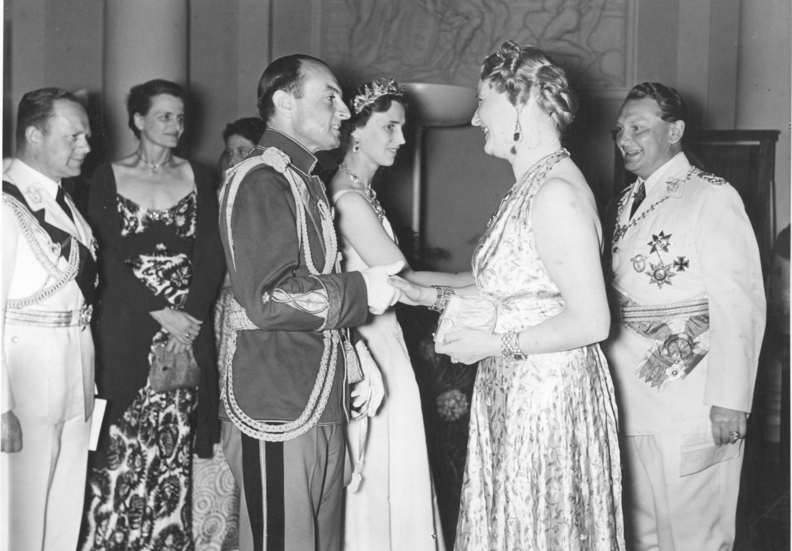
Princ Pavel a princezna Olga (vlevo) se setkávají s Emmy a Hermannem Göringovými (vpravo), 1939

Po vypuknutí druhé světové války podepsal princ Pavel 25. března 1941 spojeneckou smlouvu a přivedl svou zemi do tábora Osy. Proti tomuto rozhodnutí se jugoslávská armáda o dva dny později vzbouřila a deklarovala plnoletost mladého Petra II. a převzala plnou moc. Pavel, Olga a jejich tři děti byli poté zatčeni a předáni Britům, kteří je deportovali do Řecka (kde je přijal král Jiří II.) a poté do Egypta (pod záminkou intrik). Svržení jugoslávského regentství zároveň vedlo Hitlera k bombardování Bělehradu a invazi do země v dubnu 1941.
Olga a její rodina byly poslány do Keni, kam dorazily po třech dnech cesty 28. dubna 1941. Usadili se daleko od Nairobi, v Oserianu v oblasti jezera Naivasha, a usadili se ve venkovském domě zesnulého lorda Errolla, kde na ně měl dohlížet bývalý guvernér kolonie. Olga, odsouzená k nečinnosti, se proto věnovala údržbě sídla, učila se vařit a dohlížela na výchovu dětí, zatímco její manžel propadal melancholii a depresím. Manželé, kteří byli relativně izolovaní, se přesto spřátelili s rodinami osadníků, kteří v regionu pobývali. V září 1941 jim bylo umožněno přestěhovat se do Prestonova domu, modernějšího domu nacházejícího se ve stejném regionu.
V září 1942 zemřel princ jiří, vévoda z Kentu, při leteckém neštěstí a jeho manželka, princezna Marina, byla zdrcená a britská vláda musela povolit Olze, aby zůstala ve Spojeném království a dělala společnost své sestře. Olga využila svého pobytu v Británii, aby se u vlády přimluvila za svého manžela, ale bez většího úspěchu. Po návratu do Keni v lednu 1943 zjistila, že její manžel je těžce postižen depresemi. Protože se Pavlův stav nezlepšoval, britská vláda nakonec v červnu 1943 povolila Olžině rodině usadit se v Jihoafrické republice, kde nalezli několik členů řecké královské rodiny, kteří byli po invazi vojsk Osy do jejich země vyhnáni do domina, a především s nimi přestalo být zacházeno jako se zajatci, i když oficiálně získali svobodu až 1. června 1946. 

### Pozdější léta života
V roce 1948 dostali Pavel, Olga a jejich tři děti konečně povolení opustit Jihoafrickou republiku, ale v Jugoslávii byl v roce 1945 zaveden komunistický režim a oni se nemohli vrátit do své země. Rodina se nejprve usadila ve Švýcarsku a poté v Paříži. Olga také často jezdila do Londýna a Florencie, kde Pavel vlastnil vilu di Pratolino nacházející se nedaleko vily Sparta. V Toskánsku měla Olga to potěšení znovu se setkat se svou sestřenicí a přítelkyní Helenou, rumunskou královnou matkou, zatímco ve Spojeném království ji vždy vítala její sestra Marina, vévodkyně z Kentu, a zbytek britské královské rodiny.
V roce 1954 zahynul při autonehodě v Anglii Olžin a Pavlův druhý syn Nikola, v roce 1957 zemřela v Athénách Olžina matka Jelena Vladimirovna.
V roce 1976 ovdověla a delší dobu pobývala ve Velké Británii. Po smrti své sestry Mariny v roce 1968 byla ubytována v Kensingtonském paláci u princezny Alice, hraběnky z Athlone, a po její smrti přímo v Clarence House u královny Alžběty, královny matky. Řecká princezna tehdy získala pověst náročného hosta.
S přibývajícím věkem se Olžin zdravotní stav začal zhoršovat. Nadále se však účastnila velkých událostí evropských královských rodin, jako byly svatby jugoslávského korunního prince Alexandra v roce 1972, jejího synovce prince Michaela z Kentu v roce 1978 a prince Charlese a lady Diany Spencerové v roce 1981. Na svatbě jugoslávského pretendenta to byla také princezna Olga, kdo ho doprovázel k oltáři, protože princova matka a babička se obřadu nemohly ze zdravotních důvodů zúčastnit.

### Nemoc a smrt
Princezna Olga byla na sklonku života postižena Alzheimerovou chorobou a dlouhou dobu byla hospitalizována v Meudonu. Několik let před její smrtí, v roce 1993, se její dcera Alžběta rozhodla natočit o ní dokumentární film s pomocí srbské novinářky Miry Adanje Polak. Vzhledem k tomu, že Olga byla těžce postižena nemocí, však projekt její dcery vyvolal skandál. Princ Alexandr podal na svou sestru Alžbětu stížnost k francouzskému soudu za poškození obrazu jejich matky a jejím jménem požadoval odškodné ve výši 107 000 dolarů.
Princezna Olga zemřela 16. října 1997 v Paříži. Byla pohřbena vedle svého manžela na hřbitově Bois-de-Vaux ve švýcarském Lausanne.
28. září 2012 byly ostatky princezny Olgy, jejího manžela a jejich syna Nikoly exhumovány a poté převezeny do Bělehradu v Srbsku. 4. října se v katedrále svatého Michala v Bělehradě konal oficiální obřad, který vedl srbský patriarcha Irinej. Zúčastnily se jí děti a vnuci manželů, korunní princ Alexandr a jeho manželka princezna Kateřina, srbský prezident Tomislav Nikolić a jeho vláda. Jejich ostatky byly znovu pohřbeny v mauzoleu rodiny Karađorđevićů v Oplenci v Topoli.

## Tituly a oslovení
- 11. června 1903 – 16. října 1997: Její královská Výsost princezna Olga Řecká a Dánská

## Vývod z předků
|                     |                                              |  |                  |                                     |  |  |  |  |  |  |  | Fridrich Vilém Šlesvicko-Holštýnsko-Sonderbursko-Glücksburský |
|                     |                                              |  |                  |                                     |  |  |  |  |  |  |  |                                                               |
|                     | Kristián IX. Dánský                          |  |                  |                                     |  |  |  |  |  |  |  |                                                               |
|                     |                                              |  |                  |                                     |  |  |  |  |  |  |  |                                                               |
|                     |                                              |  |                  | Luisa Karolína Hesensko-Kasselská   |  |  |  |  |  |  |  |                                                               |
|                     |                                              |  |                  |                                     |  |  |  |  |  |  |  |                                                               |
|                     | Jiří I. Řecký                                |  |                  |                                     |  |  |  |  |  |  |  |                                                               |
|                     |                                              |  |                  |                                     |  |  |  |  |  |  |  |                                                               |
|                     |                                              |  |                  | Vilém Hesensko-Kasselský            |  |  |  |  |  |  |  |                                                               |
|                     |                                              |  |                  |                                     |  |  |  |  |  |  |  |                                                               |
|                     | Luisa Hesensko-Kasselská                     |  |                  |                                     |  |  |  |  |  |  |  |                                                               |
|                     |                                              |  |                  |                                     |  |  |  |  |  |  |  |                                                               |
|                     |                                              |  |                  | Luisa Šarlota Dánská                |  |  |  |  |  |  |  |                                                               |
|                     |                                              |  |                  |                                     |  |  |  |  |  |  |  |                                                               |
|                     | Mikuláš Řecký a Dánský                       |  |                  |                                     |  |  |  |  |  |  |  |                                                               |
|                     |                                              |  |                  |                                     |  |  |  |  |  |  |  |                                                               |
|                     |                                              |  |                  | Mikuláš I. Ruský                    |  |  |  |  |  |  |  |                                                               |
|                     |                                              |  |                  |                                     |  |  |  |  |  |  |  |                                                               |
|                     | Konstantin Nikolajevič Romanov               |  |                  |                                     |  |  |  |  |  |  |  |                                                               |
|                     |                                              |  |                  |                                     |  |  |  |  |  |  |  |                                                               |
|                     |                                              |  |                  | Šarlota Pruská                      |  |  |  |  |  |  |  |                                                               |
|                     |                                              |  |                  |                                     |  |  |  |  |  |  |  |                                                               |
|                     | Olga Konstantinovna Ruská                    |  |                  |                                     |  |  |  |  |  |  |  |                                                               |
|                     |                                              |  |                  |                                     |  |  |  |  |  |  |  |                                                               |
|                     |                                              |  |                  | Josef Sasko-Altenburský             |  |  |  |  |  |  |  |                                                               |
|                     |                                              |  |                  |                                     |  |  |  |  |  |  |  |                                                               |
|                     | Alexandra Sasko-Altenburská                  |  |                  |                                     |  |  |  |  |  |  |  |                                                               |
|                     |                                              |  |                  |                                     |  |  |  |  |  |  |  |                                                               |
|                     |                                              |  |                  | Amálie Württemberská                |  |  |  |  |  |  |  |                                                               |
|                     |                                              |  |                  |                                     |  |  |  |  |  |  |  |                                                               |
| Olga Řecká a Dánská |                                              |  |                  |                                     |  |  |  |  |  |  |  |                                                               |
|                     |                                              |  |                  |                                     |  |  |  |  |  |  |  |                                                               |
|                     |                                              |  | Mikuláš I. Ruský |                                     |  |  |  |  |  |  |  |                                                               |
|                     |                                              |  |                  |                                     |  |  |  |  |  |  |  |                                                               |
|                     | Alexandr II. Ruský                           |  |                  |                                     |  |  |  |  |  |  |  |                                                               |
|                     |                                              |  |                  |                                     |  |  |  |  |  |  |  |                                                               |
|                     |                                              |  |                  | Šarlota Pruská                      |  |  |  |  |  |  |  |                                                               |
|                     |                                              |  |                  |                                     |  |  |  |  |  |  |  |                                                               |
|                     | Vladimír Alexandrovič Ruský                  |  |                  |                                     |  |  |  |  |  |  |  |                                                               |
|                     |                                              |  |                  |                                     |  |  |  |  |  |  |  |                                                               |
|                     |                                              |  |                  | August Ludwig von Senarclens-Grancy |  |  |  |  |  |  |  |                                                               |
|                     |                                              |  |                  |                                     |  |  |  |  |  |  |  |                                                               |
|                     | Marie Alexandrovna Ruská                     |  |                  |                                     |  |  |  |  |  |  |  |                                                               |
|                     |                                              |  |                  |                                     |  |  |  |  |  |  |  |                                                               |
|                     |                                              |  |                  | Vilemína Luisa Bádenská             |  |  |  |  |  |  |  |                                                               |
|                     |                                              |  |                  |                                     |  |  |  |  |  |  |  |                                                               |
|                     | Jelena Vladimirovna Ruská                    |  |                  |                                     |  |  |  |  |  |  |  |                                                               |
|                     |                                              |  |                  |                                     |  |  |  |  |  |  |  |                                                               |
|                     |                                              |  |                  | Pavel Bedřich Meklenburský          |  |  |  |  |  |  |  |                                                               |
|                     |                                              |  |                  |                                     |  |  |  |  |  |  |  |                                                               |
|                     | Bedřich František II. Meklenbursko-Zvěřínský |  |                  |                                     |  |  |  |  |  |  |  |                                                               |
|                     |                                              |  |                  |                                     |  |  |  |  |  |  |  |                                                               |
|                     |                                              |  |                  | Alexandrina Pruská                  |  |  |  |  |  |  |  |                                                               |
|                     |                                              |  |                  |                                     |  |  |  |  |  |  |  |                                                               |
|                     | Marie Meklenbursko-Zvěřínská                 |  |                  |                                     |  |  |  |  |  |  |  |                                                               |
|                     |                                              |  |                  |                                     |  |  |  |  |  |  |  |                                                               |
|                     |                                              |  |                  | Jindřich LXIII. Reuss z Köstritz    |  |  |  |  |  |  |  |                                                               |
|                     |                                              |  |                  |                                     |  |  |  |  |  |  |  |                                                               |
|                     | Augusta Vilemína z Reuss-Köstritz            |  |                  |                                     |  |  |  |  |  |  |  |                                                               |
|                     |                                              |  |                  |                                     |  |  |  |  |  |  |  |                                                               |
|                     |                                              |  |                  | Eleonora ze Stolbergu-Wernigerode   |  |  |  |  |  |  |  |                                                               |
|                     |                                              |  |                  |                                     |  |  |  |  |  |  |  |                                                               |